# Stephen Paget
Pour les articles homonymes, voir Paget.
Stephen Paget (1855-1926) est un chirurgien britannique connu pour avoir proposé sa théorie sur les métastases dite « graine-sol ». Il est le fils de sir James Paget, un éminent chirurgien et anatomo-pathologiste. Le 17 septembre 1885 il épouse Eleanor Mary Burd (1854–1933) dont il a deux filles.

## Biographie
Ses observations sur les métastases sont publiées en 1889 dans The Lancet. Il soutient que les différents modèles de diffusion du cancer sont dus « à la dépendance de la graine (la cellule cancéreuse) par rapport au sol (l'organe touché par la métastase). » Il a fait ses observations après avoir découvert que le cancer du sein, par exemple, a tendance à se métastaser au niveau du foie, du cerveau et des poumons, tandis que le cancer de la prostate par exemple a tendance à s'étendre seulement aux os. 
Cependant, dans son article « The Distribution Of Secondary Growths In Cancer Of The Breast », The Lancet, Volume 133, numéro 3421, 23 mars 1889, pages 571-573, il dit nettement : « […] le principal défenseur de cette théorie de la relation entre l'embolie et les tissus qui la reçoivent est Fuchs … ». Il pense à un article de Fuchs, « Das Sarkom des Uvealtractus », Vienne, 1882. Graefe's Archiv für Ophthalmologie, XII, 2, p. 233. 
L'article de Paget présente et analyse 735 cas mortels de cancer du sein, avec autopsie, ainsi que de nombreux autres cas de cancer dans la littérature, et il en conclut que la distribution des métastases ne peut être l'œuvre du hasard, concluant que, bien que «le meilleur travail en pathologie du cancer soit réalisé par ceux qui étudient la nature de la graine… », [la cellule cancéreuse], « les observations des propriétés du sol » [l'organe secondaire] « peuvent également se révéler utiles »...